# Kryokonservierung

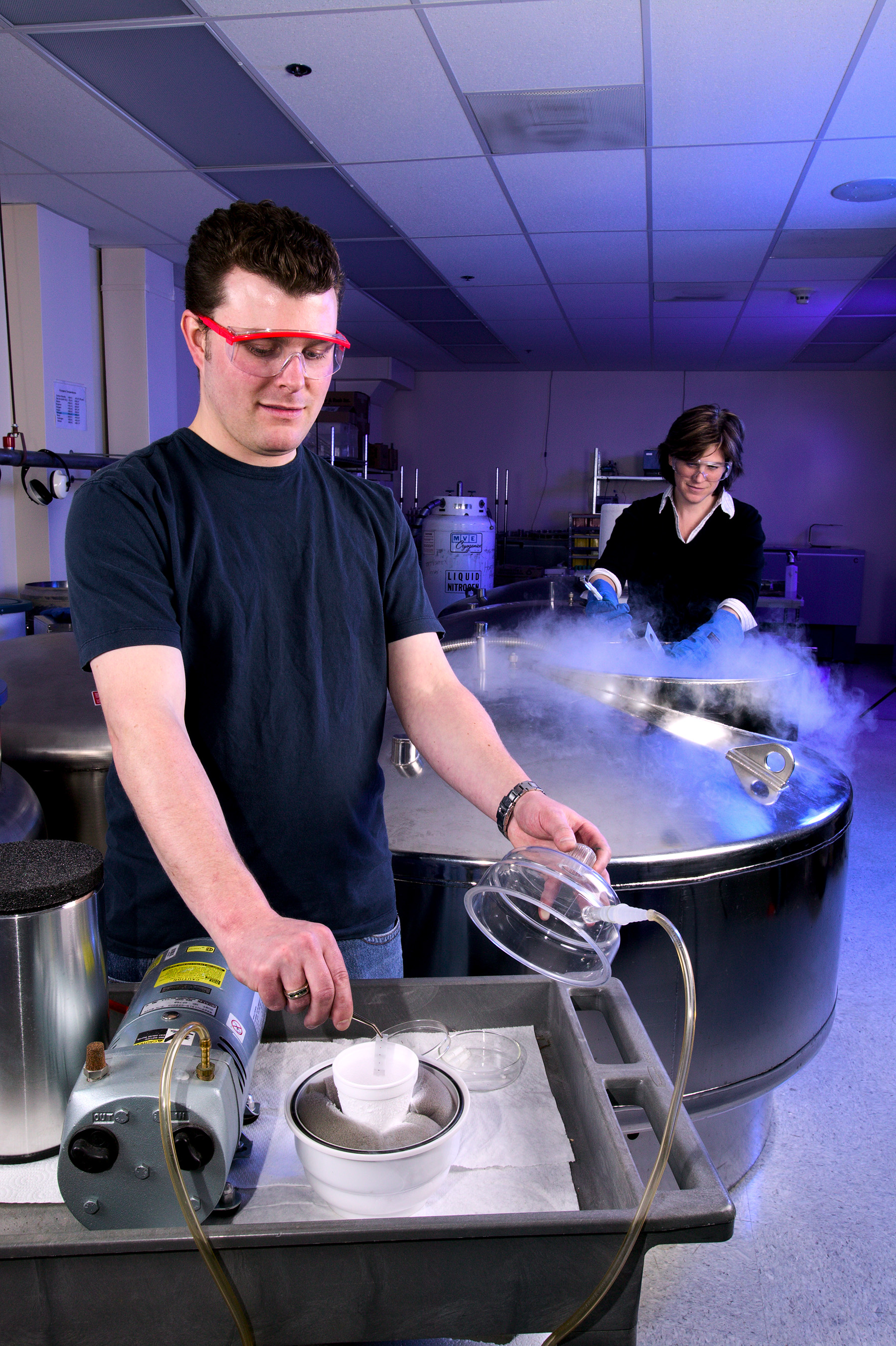
Konservierung von Pflanzenproben

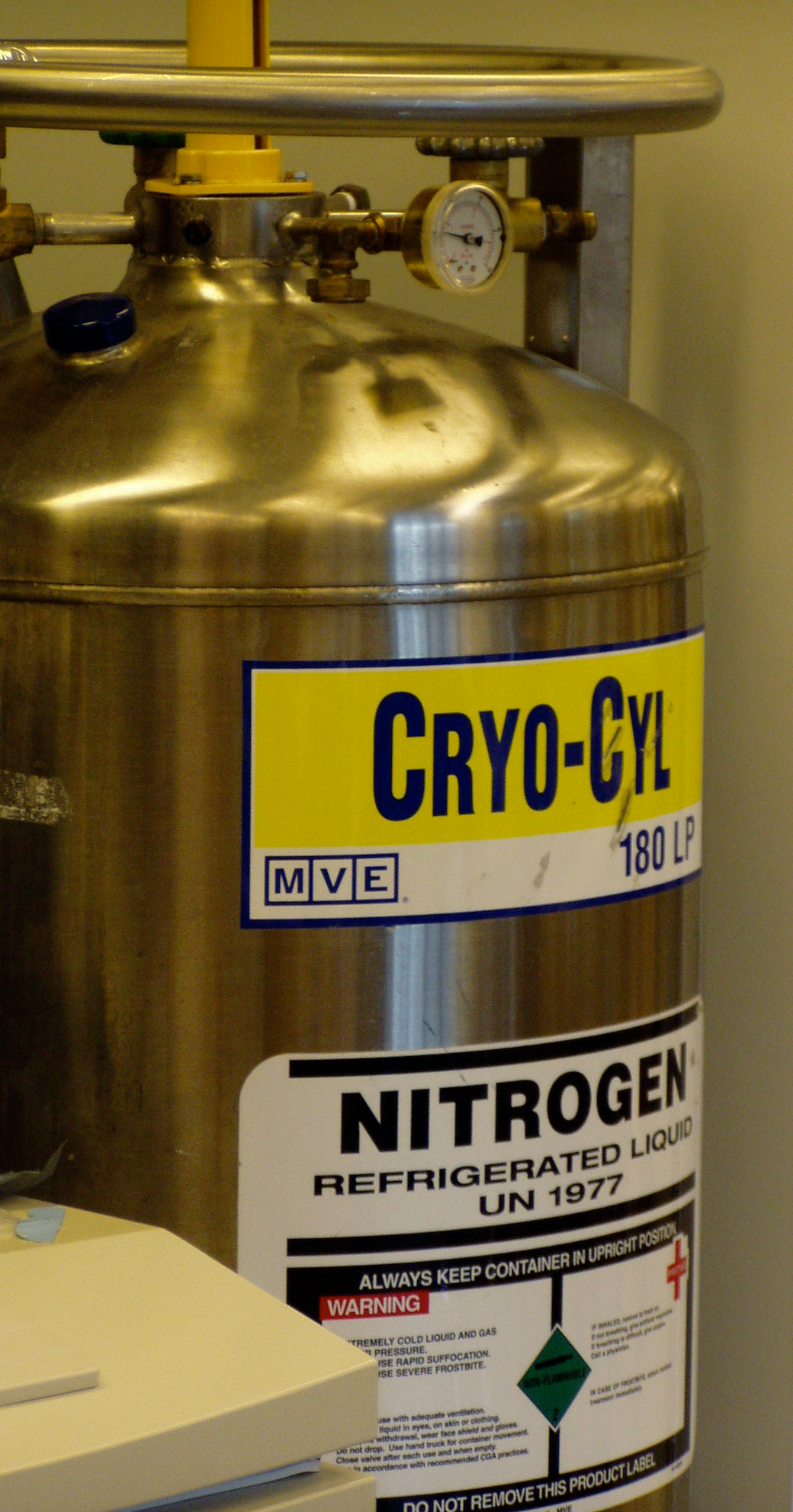
Flüssigstickstofftank

Unter Kryokonservierung (von altgriechisch κρύος krýos „Kälte, Frost, Eis“ und lateinisch conservare „erhalten, bewahren“) versteht man das Aufbewahren von Zellen oder Gewebe durch Einfrieren in flüssigem Stickstoff. Mit Hilfe dieses Verfahrens ist es möglich, die Vitalität der Zellen nahezu unbegrenzt aufrechtzuerhalten, obgleich das biologische System in den Aggregatzustand eines Festkörpers übergeht. Kryokonservierung kann sowohl bei Pflanzenzellen als auch bei tierischen Zellen angewandt werden, beim Menschen zum Beispiel auch bei Blut, Spermien, Eizellen und Embryonen. Die Lagerung findet in sogenannten Kryobanken statt.
Die konservierten Zellen können so über einen sehr langen Zeitraum in einer Art Kältestarre erhalten werden, in der alle Stoffwechselvorgänge nahezu zum Stillstand kommen. Nach dem Auftauen können die Zellen ihre normalen physiologischen Prozesse wieder aufnehmen. Embryonen können dann zum Beispiel in die Gebärmutterhöhle transferiert werden.
Einzelne Zellen können so schnell eingefroren werden, dass das Wasser nur kleine Eiskristalle bildet. Bei größeren, mehrzelligen Organismen bilden sich beim Einfrieren jedoch aufgrund der zu geringen Temperaturabsenkung im Kern Eiskristalle, die so groß werden, dass sie die Zellwände durchbrechen und damit irreparabel zerstören.
Das Einfrieren von Erdbeeren im Gefrierschrank verdeutlicht die Zellschädigungen beim Einfrieren anschaulich: Nach dem Auftauen wirken die Erdbeeren matschig – sie haben Wasser verloren, das aus den beschädigten Zellen ausgetreten ist.

## Einsatzgebiete und Möglichkeiten
Kryokonservierung funktioniert heutzutage bei Zellproben bis hin zu kleinen Organen, wenn man bei vorheriger Präparation der Proben mit richtig abgestimmten Gefrierschutzmitteln zur Behinderung des Wachstums von Eiskristallen diese dann sehr schnell einfriert, also zum Beispiel mit flüssigem Stickstoff auf 77 K (−196 °C) abkühlt (verglasen).
In der Reproduktionsmedizin kommt die Kryokonservierung sowohl als Bestandteil einer Kinderwunschbehandlung mittels Präimplantationsdiagnostik zum Einsatz, als auch im Rahmen von Maßnahmen der Fertilitätsprotektion aus medizinischer Indikation und beim sogenannten Social Freezing (bei dem der Schwangerschaftsbeginn noch nicht sofort angestrebt wird). Es konnte bereits der Nachweis erbracht werden, dass es für den Geburtserfolg nicht von Bedeutung ist, ob bereits befruchtete Eizellen kryokonserviert oder direkt nach der Befruchtung frisch verpflanzt wurden. Dabei scheint auch eine längere Frostperiode kein Problem zu sein, wie die Geburt einer Amerikanerin, die aus einer befruchteten Eizelle hervorging, die über 24 Jahre kryokonserviert war, beweist.
In der Zellbiologie werden Zellen zur Kryokonservierung meist in einem Einfriermedium aus dem Zellkulturmedium mit Dimethylsulfoxid eingefroren, z. B. in Kulturmedium mit 20 % (V/V) FCS und 10 % (V/V) DMSO. Teilweise wird an Stelle des DMSO auch Ethylenglykol verwendet. Bei einer Vitrifikation wird dagegen versucht, die Ausbildung von Eiskristallen beim Kühlen ganz zu vermeiden, z. B. mit konzentrierten Glycerollösungen (17 Mol pro Kilogramm Wasser).
Noch erleiden größere Organe und Organismen beim Kryokonservieren jedoch Schäden, die mit heutigen Mitteln nicht behoben werden können. Ein Erfolg oder Misserfolg von Kryonik wird sich daher erst rückblickend beurteilen lassen.

## Natürliche Vorbilder
Es gibt Frösche wie den Waldfrosch oder Insekten wie die Gallmücke, die ein Einfrieren im Winter bis zu einer bestimmten kritischen Temperatur aufgrund eines körpereigenen Frostschutzmittels (aus Harnstoff und Glucose) Temperaturen im zweistelligen Minusbereich überleben.
In Sibirien wurden Nematoden gefunden, die seit dem Pleistozän vor etwa 42.000 Jahren im Permafrostboden konserviert waren. Obwohl sie seit Zehntausenden von Jahren eingefroren waren, wurden zwei Arten dieser Würmer erfolgreich wiederbelebt.
Versuche konnten nachweisen, dass verschiedene Moose, wie das kleine Blasenmützenmoos, bei −135 °C über mehrere Jahre kryokonserviert werden, ohne ihre Regenerationsfähigkeit zu verlieren.